# Indiase wiskunde
Indiase wiskunde is de wiskunde die  vanaf de oudheid tot het einde van de 18de eeuw zijn ontstaan heeft gevonden in het Indiase subcontinent. In de klassieke periode van de Indiase wiskunde (400 n.Chr. tot 1200 n.Chr.) werden belangrijke bijdragen geleverd door geleerden als Aryabhata, Brahmagupta, en Bhāskara II. Het vandaag de dag door vrijwel iedereen gebruikte decimale getallensysteem vindt zijn oorsprong in het India van meer dan 1400 jaar geleden. Indiase wiskundigen hebben een grote bijdrage aan de studie van het getal van nul, de introductie van de negatieve getallen en de verdere ontwikkeling van de rekenkunde en de algebra geleverd. Verder is de goniometrie, waarvoor de basis in de Hellenistische wereld was gelegd en die in het antieke India werd geïntroduceerd door de vertaling van Oudgriekse werken, door Indiase wiskundigen  verder ontwikkeld. In het bijzonder betekenden de moderne definities van sinus en cosinus een doorbraak. Deze wiskundige concepten bereikten later het Midden-Oosten, China en Europa en leidde daar tot verdere ontwikkelingen, die tegenwoordig de fundamenten van veel deelgebieden van de wiskunde vormen.

## Bewijs
Waar de Griekse wiskunde via het formeel bewijs uit de logica het wiskundige bewijs tot de basis maakte, bleef dit uit in India, hoewel de Indiase logica zich wel ontwikkelde. De Indiase logica ontwikkelde zich in een periode toen het brahmanisme geconfronteerd werd met filosofieën uit Groter Magadha waaruit onder meer het boeddhisme en het jaïnisme zich ontwikkelden. Mogelijk onder Griekse invloed ontstond een hofcultuur van debat waarin elke filosofie geacht werd de standpunten te onderbouwen en verdedigen. Zo ontwikkelden de jaïnische en boeddhistische logica zich en de nyaya-school van de brahmanen. Wiskunde was echter geen discussieonderwerp aan het hof en werd vrijwel alleen door brahmanen beoefend, al zijn er jaïnische teksten over onder meer benaderingen van π. De brahmanen hoefden zich dan ook niet te verdedigen tegen kritiek van andere filosofen. Ook lijkt er weinig tot geen contact te zijn geweest tussen filosofen en wiskundigen of eigenlijk astrologen. Dit alles heeft er mogelijk aan bijgedragen dat het concept van wiskundig bewijs zich niet ontwikkelde in India. Waar Griekse wiskunde praktisch foutloos was, gold dat dan ook niet voor Indiase wiskunde.

## Voetnoten
1. ↑  De mate van het genie van de Indiase beschaving, waaraan wij ons moderne getallensysteem te danken hebben, is des te groter, omdat de Indiase wiskunde in de gehele geschiedenis de eerste was die deze mijlpeil heeft bereikt. Sommige culturen slaagden er weliswaar eerder in dan de Indiase cultuur, om een of hooguit twee van de kenmerken van dit getalsysteem te ontdekken, maar geen van deze andere culturen slaagde erin om de noodzakelijke en voldoende voorwaarden voor het tegenwoordig decimale getallensysteem samen te brengen in een compleet en samenhangend systeem. Ifrah (2000), p. 346
2. ↑  ... ons decimale getallensysteem is (via de Arabieren) afgeleid van de Indiase wiskunde, waar het gebruik ervan al in de eerste eeuwen van onze jaartelling kan worden aangetoond. Bovendien moet worden opgemerkt dat de opvatting van de nul als getal (en niet als een eenvoudig symbool van scheiding) en de invoering ervan in de berekeningen, ook tot de oorspronkelijke bijdrage van de Hindoes behoren. Bourbaki (1998), p. 46
3. ↑  De moderne rekenkunde van optellen, aftrekken, vermenigvuldigen en delen stond in de Middeleeuwen bekend als de Modus Indorum of de methode van de Indiërs. De procedurele regels voor optellen, aftrekken, vermenigvuldigen en delen werden in de 7e eeuw voor het eerst door Brahmagupta opgeschreven:
Op dit punt waren de Hindoes zich al bewust van de interpretatie die negatieve getallen in bepaalde gevallen hebben (bijvoorbeeld een schuld in een commercieel vraagstuk). Leonardo van Pisa schreef dat in vergelijking met de rekenmethode van de Indiërs alle andere methoden fout waren. In de volgende eeuwen verspreidde de methoden en resultaten van de Griekse en Indiase wiskunde zich door tussenkomst van de Arabieren naar het westen. Bourbaki (1998), p. 49
4. ↑  Meetkunde, en haar deelgebied de goniometrie, was de wiskunde die door Indiase astronomen het meest werd gebruikt. Griekse wiskundigen gebruikten de volledige koorde en niet de halve koorde die wij vandaag de dag gebruiken. Halve koorden werden voor het eerst gebruikt door Aryabhata, die de goniometrie op deze manier eenvoudiger maakte. In feite produceerden de Indiase astronomen in de derde of vierde eeuw, met behulp van pre-Ptolemaeïsche Griekse koordentabellen, sinus- en sinus versustabellen, van waaruit het triviaal was om de cosinus af te leiden. Dit nieuwe systeem van de goniometrie, afkomstig uit India, is aan het eind van de achtste eeuw opgepikt door de Arabieren en door dezen later, in de twaalfde eeuw, in een verder uitgebreide vorm, aan het Latijnse westen en het Byzantijnse oosten doorgegeven. Pingree (2003), p. 45
5. ↑  2007, Britannica Concise Encyclopedia. Gearchiveerd op 29 september 2007.
6. ↑  Bronkhorst (2016), p. 274-302